# 乃上桃音
篠川 桃音（しのかわ ももね、2006年5月16日 - ）は、日本の女優、元子役。東京都出身。旧芸名及び本名は、篠川 桃音（しのかわ ももね）。

## 人物
特技は、殺陣（桜月流）・英検２級・バスケットボール・書道（毛筆10段、硬筆10段）・競技カルタ初段など。
趣味はクラシックバレエ・ピアノ・卓球・一輪車・パン作りなど。

## 出演

### テレビドラマ
- 非婚同盟 第22話 - 第53話（2009年2月3日 - 3月18日、東海テレビ）伊庭和花枝（幼少期） 役
- 八日目の蝉（2010年3月30日 - 5月4日、NHK）秋山恵理菜 / 野々宮薫（2歳） 役
- わが家の歴史 第1夜（2010年4月9日、フジテレビ）八女波子（幼少期） 役
- シバトラ-さらば、童顔刑事スペシャル-（2010年5月22日、フジテレビ）光井海香 役
- 連続テレビ小説『ゲゲゲの女房』 第15週 - 第18週（2010年7月5日 - 31日、NHK）村井藍子（3歳） 役
- 世にも奇妙な物語 20周年スペシャル・秋〜人気作家競演編〜「燔祭」（2010年10月4日、フジテレビ）多田雪江（幼少期） 役
- さくら心中 第20話 - 第31話（2011年2月1日 - 16日、東海テレビ）櫛山さくら（幼少期） 役
- バーテンダー 第4話（2011年2月25日、テレビ朝日）
- 胡桃の部屋 第3話 - 最終話（2011年8月9日 - 30日、NHK）都築美穂 役
- ランナウェイ〜愛する君のために（2011年10月27日 - 12月22日、TBS）佐々岡千春 役
- 月曜ゴールデン『警視・深町征爾』（2012年1月30日、TBS）坂本陽奈 役
- ストロベリーナイト 第7話（2012年2月21日、フジテレビ）神部まどか 役
- 都市伝説の女 第1話（2012年4月13日、テレビ朝日）音無月子（5歳） 役
- 土曜ワイド劇場『検事・朝日奈耀子12』（2012年6月2日、テレビ朝日）津山友子（幼少期） 役
- 野良犬（2013年1月19日、テレビ朝日）村上沙織 役
- クロユリ団地〜序章〜 第1話・第2話（2013年4月10日 - 17日、TBS）
- 土曜ワイド劇場『遺品の声を聴く男4』（2013年6月25日、朝日放送）長谷川香織（幼少期） 役
- 殺しの女王蜂 第3話（2014年10月19日、テレビ東京）ポイズン（幼少期） 役
- たった一度の約束〜時代に封印された日本人〜（2014年2月26日、テレビ東京）国方千世子（幼少期） 役
- MOZU（TBS / WOWOW）明星胡桃 役 
  - Season1〜百舌の叫ぶ夜〜 第1話（2014年4月10日）
  - Season2〜幻の翼〜 第1話（2014年6月22日）
- BORDER 警視庁捜査一課殺人犯捜査第4係 第5話（2014年5月8日、テレビ朝日）岡部美夏 役
- 55歳からのハローライフ 第4話（2014年7月5日、NHK）
- ペテロの葬列 第1話・第6話（2014年7月7日・8月11日、TBS）柴野佳美 役
- 玉川区役所 OF THE DEAD 第3話 - 第9話（2014年10月18日 - 11月29日、テレビ東京）立花凛（幼少期） 役
- 保育探偵25時〜花咲慎一郎は眠れない!!〜 第7話（2015年2月27日、テレビ東京）水川彩音 役
- 残念な夫。 第10話（2015年3月25日、フジテレビ）美香（幼少期） 役
- アルジャーノンに花束を 第2話 - 第4話（2015年4月17日 - 5月1日、TBS）白鳥花蓮 役
- 天使と悪魔-未解決事件匿名交渉課- 第3話（2015年4月24日、テレビ朝日）橘美玖 役
- デスノート 第1話（2015年7月5日、日本テレビ）弥海砂（幼少期） 役
- 青春探偵ハルヤ〜大人の悪を許さない!〜（2015年10月15日 - 12月24日、読売テレビ）浅木楓花 役
- 早子先生、結婚するって本当ですか? 第3話（2016年5月5日、フジテレビ）足立美咲 役
- 金曜ロードSHOW! 特別ドラマ企画『がっぱ先生!』（2016年9月23日、日本テレビ）内海芙実子 役
- 相棒 season15 第2話（2016年10月19日、テレビ朝日）小田桜子の妹 役
- 下剋上受験（2017年1月13日 - 3月17日、TBS）徳川麻里亜 役
- 花嵐の剣士 〜幕末を生きた女剣士・中澤琴〜（2017年1月14日、NHK BSプレミアム）中澤琴（幼少期） 役
- 宇宙戦隊キュウレンジャー 第15話（2017年5月21日、テレビ朝日）マアサ 役[5]
- デッドストック〜未知への挑戦〜 第4話（2017年8月12日、テレビ東京）幼い頃の早織 役
- コンフィデンスマンJP 第10話（2018年6月11日、フジテレビ）ダー子（幼少期） 役
- ファーストラヴ（2020年2月22日、NHK BSプレミアム）聖山環菜（幼少期） 役
- 13（2020年8月1日 - 22日、東海テレビ・フジテレビ） - 相川百合亜（13歳） 役

### ウェブドラマ
- いぬのメリー〜幸せを運ぶ伝書犬〜（2011年、BeeTV）レマリ 役
- 電報日和 「入学おめでとう」（2012年、1924）井上舞花 役[6]
- UULA恋愛体感シリーズ ファーストクラス 第4話（2013年、UULA）紀子（幼少期） 役

### 映画
- ニシノユキヒコの恋と冒険（2014年2月8日、東宝映像事業部）みなみ（5歳） 役
- リトル・フォレスト（松竹メディア事業部）いち子（小学生時代） 役
  - 夏編・秋編（2014年8月30日）
  - 冬編・春編（2015年2月14日）
- 劇場版 MOZU（2015年11月7日、東宝）明星胡桃 役
- 星ガ丘ワンダーランド（2016年3月5日、ファントム・フィルム）清川七海（幼少期） 役
- カノン（2016年10月1日、KADOKAWA）茜（幼少期） 役
- 淵に立つ（2016年10月8日、エレファントハウス）鈴岡蛍 役
- バースデーカード（2016年10月22日、東映）紀子（幼少期） 役[7]
- PARKS パークス（2017年4月22日、boid）純（幼少期） 役
- ファンシー（2020年2月7日、日本出版販売）清美 役
- メイヘムガールズ（2022年11月25日、アルバトロス・フィルム） - 太田靖子 役[8][9]

### 短編映画
- メモリーズ・オブ・「バンクーバーの朝日」（2014年12月7日、日本映画専門チャンネル）主演・少女 役[1][注 1]

### オリジナルビデオ
- 仮面ライダーゴースト アラン英雄伝 第一章・第三章（2016年4月13日・10月5日、東映ビデオ）福嶋フミ（幼年期） 役

### CM
- パナソニック、ナノイー除菌加湿空気洗浄機（2010年）
- 東洋水産、マルちゃん四季物語 冬のときめきうどん（2010年）
- カルピス（2011年）
- 亀田製菓、亀田の柿の種（2011年）
- ダスキン
  - まかろにグラタンクイックアップ（2011年）
  - ミスタードーナツ（2012年）
- ハウス食品、完熟トマトのハヤシライスソース（2012年）[2]
- 日本マクドナルド
  - ハッピーセット[2]（2013年 - 2014年）
  - 妖怪ウォッチ・ポテトケース（2015年）
- ユニー
  - ヒートオン[2]（2014年）
  - ランドセル（2014年）
- ハイアールアジア、AQUA冷蔵庫（2014年）
- ニチイ学館、COCO塾（2014年）[2]
- かんぽ生命保険、新ながいきくん（2014年）[2]
- はるやま商事、アイスーツ（2014年）
- ジェットスター（2015年）[11]
- バンダイ、魔法つかいプリキュア!（2016年）
  - フラワーエコーワンド
  - リンクルスマホンDX
- あきんどスシロー（2016年）

### ネット配信
- 教えて!!髙橋先生（2017年）